# Greg Burgess
Greg Burgess (Estados Unidos, 11 de enero de 1972) es un nadador estadounidense retirado, especializado en pruebas de cuatro estilos, donde consiguió ser subcampeón olímpico en 1992 en los 200 metros.

## Carrera deportiva
En los Juegos Olímpicos de Barcelona 1992 ganó la medalla de plata en los 200 metros estilos, con un tiempo de 2:00.97 segundos, tras el húngaro Tamás Darnyi y por delante de otro nadador húngaro Attila Czene (bronce con 2:01.00 segundos). También ganó la plata en esta misma prueba en el Mundial de Piscina Larga de Roma 1994.